# Acacia valida
Acacia valida é uma espécie de leguminosa do gênero Acacia, pertencente à família Fabaceae.